# Pu-erh
Le thé pu-erh ou thé pu'er (chinois : 普洱茶 ; pinyin : pǔ'ěr chá) est un thé sombre post-fermenté. Il doit son nom à la ville de Pu'er, dans la province chinoise du Yunnan. Cette ville fut longtemps un important centre commercial situé sur l'ancienne route du thé et des chevaux reliant le Yunnan au Tibet. Le thé produit dans la région était compressé pour pouvoir être plus facilement transporté par des caravanes jusqu'au Tibet.
Lorsqu'il est conditionné sous forme compressée (galette, nid, etc.) et stocké dans de bonnes conditions, le thé pu'er est un produit vivant qui peut se bonifier avec le temps et, à l'instar du vin, voir sa valeur augmenter avec l'âge.
La spécificité du thé pu’er est d’être le seul thé chinois qui, dans son mode de fabrication traditionnelle, est à son sommet après plusieurs années de vieillissement naturel. Cette spécificité est à l’origine d’un phénomène exceptionnel dans le domaine du thé, celui des collectionneurs de thés anciens.
Pour mieux l'apprécier, on peut le consommer suivant la méthode du gongfu cha. L'infusion donne une liqueur très foncée, aux reflets rouges, avec des arômes de sous-bois et de cave.
Le pu'erh contient généralement peu de caféine et est réputé pour certaines propriétés médicinales. L'un des plus vendus en Occident est connu sous le nom de tuo cha, d'après la variété de pu'erh « en nid » qui fut la première exportée.

## Description

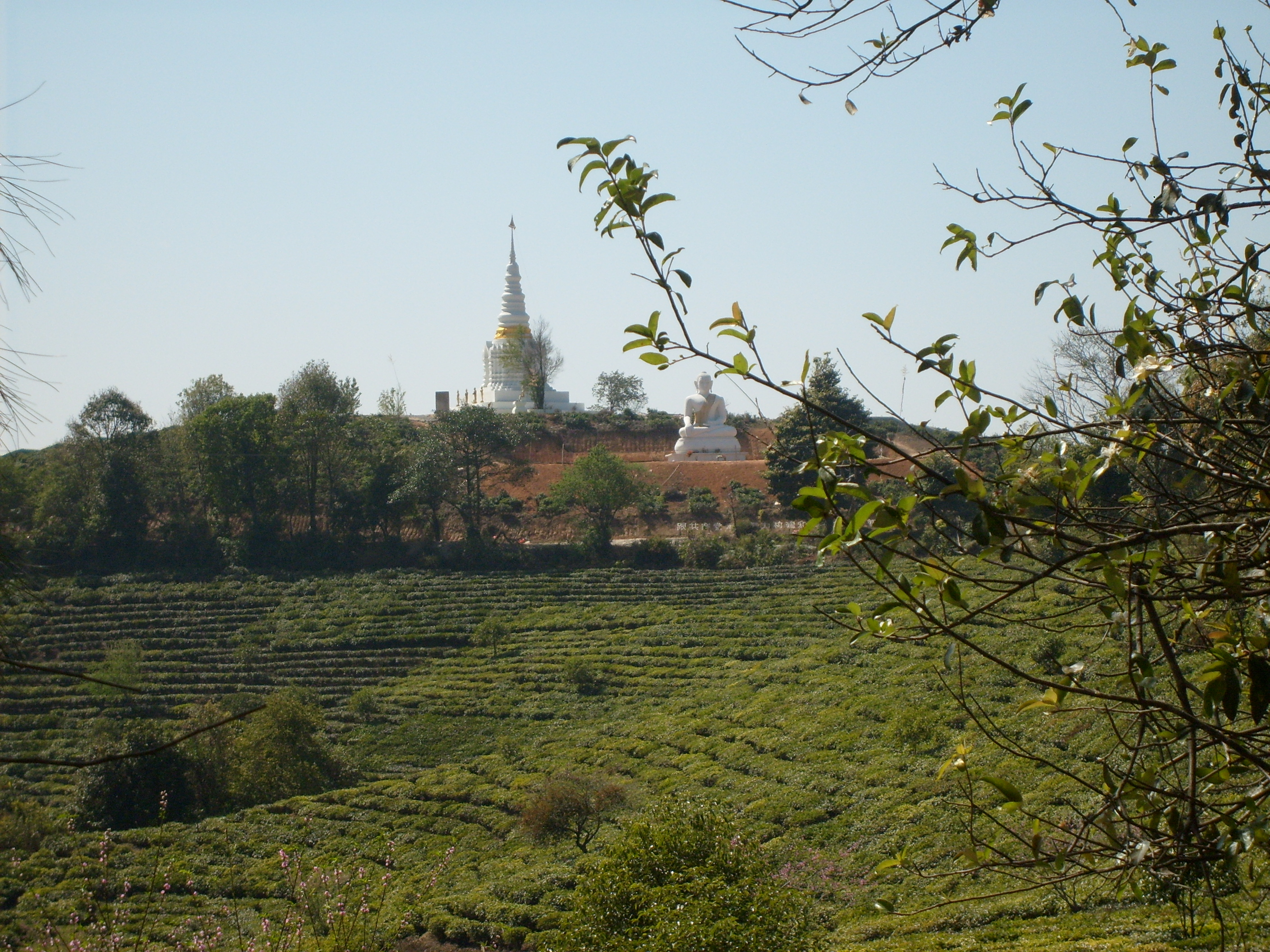
Théiers de pu'erh devant une pagode bouddhiste, Xishuangbanna

Le thé pu'er est fabriqué à partir de feuilles d'une variété de théier nommé Camellia sinensis var. assamica ou « théier de l'Assam », « théier à grandes feuilles » poussant dans le Yunnan. Les feuilles de 8 à 14 cm de long ont l'apex acuminé et la nervure centrale villeuse (en dessous).
Cette variété assamica pousse spontanément dans les forêts sempervirentes, entre 500 et 1 500 m d'altitude, dans le sud de la Chine (Yunnan, Guangdong, Guangxi, Hainan), en Birmanie, au Laos, en Thaïlande et au Viêt Nam.
Le thé pu'erh est un produit de terroir qui ne peut être fait qu'à partir de feuilles récoltées sur des théiers à grandes feuilles da ye poussant dans le Yunnan, séchées au soleil et ayant subi une fermentation.
Les feuilles de théier sont traitées en deux temps :
- tout d'abord sur le lieu de production, elles subissent une première oxydation, plus ou moins intense ;
- puis, après avoir été pressées en briques ou galettes, elles subissent durant une longue période de vieillissement, une fermentation, produite par des champignons, bactéries et levures[3] (Aspergillus niger, A. glaucus, Penicillium, Rhizopus, Saccharomyces, Actinoplanes, Streptomyces et Bacterium). Ou bien, avec un procédé récent, une fermentation accélérée, en milieu humide, en une cinquantaine de jours. Jadis, on pensait que l'oxydation de la première phase était une fermentation, c'est pourquoi on qualifiait le processus de la deuxième phase de post-fermentation.

Contrairement aux autres thés qui doivent être consommés peu de temps après leur production, le pu'er peut être conservé plusieurs années. Durant ce vieillissement qui dure le plus souvent de un à cinq ans, voire plusieurs décennies, s'opère une "post-fermentation" qui développe une saveur terreuse sous l'effet de micro-organismes comme les levures. « Il faut au moins cinq ans pour que l'astringence et la note minérale, un peu métallique, de ces galettes s'adoucissent, se bonifient et évoluent vers un bouquet post-fermentaire harmonieux » (Delmas et al. 2007).

## Historique
En Chine, le thé commence à devenir une boisson commune sous les Tang (618-907). Il est alors nommé pucha 普茶 « thé commun ». À cette époque, il est habituellement compressé pour faciliter son transport. Il devient une monnaie d'échange le long de la route caravanière dite chama gudao 茶马古道 « ancienne route du Thé et des Chevaux », serpentant entre le Yunnan, le Sichuan, le Tibet et la Mongolie. Aux VIIe et VIIIe siècles, la préparation la plus courante consiste à faire bouillir les feuilles dans l'eau d'une marmite en y ajoutant des aromates, oignons, gingembre etc. Il est ensuite servi à la louche dans des bols. C'est ce mode de préparation qui à quelques variantes près, perdure au Tibet et en Mongolie.
Sous les Ming (1368-1644), l'empereur Yongle interdit les thés compressés, mais il demeura aux confins du Yunnan une zone où on continue à fabriquer un thé compressé sous le nom de tuancha 团茶.[réf. nécessaire]
À l'époque des Qing (1644-1912), le thé du Yunnan connait une période florissante. Il prend le nom de 普洱茶, pǔ'ěr chá parce que sa zone de production se trouvait dans la préfecture de Pu'er (chinois : 普洱府), au Yunnan. Dans cette préfecture, la ville nommée Simao chinois : 思茅市 de 1950 à 2007, a repris le nom de Pu'er chinois : 普洱市.

## Fabrication
Actuellement, il existe deux procédés de fabrication :
1. le thé vert compressé, chinois : 生茶 ; pinyin : shēng chá ; litt. « thé cru » : suivant la méthode traditionnelle de fabrication du pu'er, le thé est fabriqué comme un thé vert puis compressé en briques ou en galettes. Il est alors vendu immédiatement ou après un temps de vieillissement plus ou moins long.
2. le thé noir pu'er, chinois : 熟茶 ; pinyin : shú chá ; litt. « thé cuit » : suivant une technique datant des années 1970, la fermentation est accélérée et les feuilles de thé sont présentées en vrac ou compressées.

La fermentation lente (lors du stockage) ou rapide (en tas humide, par une technique moderne) est qualifiée de « post-fermentation » parce qu'auparavant l'oxydation (en début de processus) était appelée à tort une pré-fermentation.

### Le thé vert compressé
- Cueillette — trois grades sont distingués suivant que la période de cueillette se passe au printemps, en été ou en automne. Les cueilleurs prélèvent l'extrémité des jeunes pousses avec un bourgeon et deux ou trois feuilles.
- Séchage — après la cueillette, les feuilles sont malaxées puis étalées au soleil pour une journée. Durant cette étape, les feuilles s'oxydent légèrement et dégagent une note florale intense qui évolue vers des notes de cuir. Les feuilles séchées sont ensuite triées puis emballées et vendues à des manufactures de grande taille ou des négociants. Ce sont eux et non pas les producteurs qui vont s'occuper des processus d'élaboration suivants.
- Étuvage — pour ramollir les feuilles, on les passe dans un jet de vapeur quelques minutes.

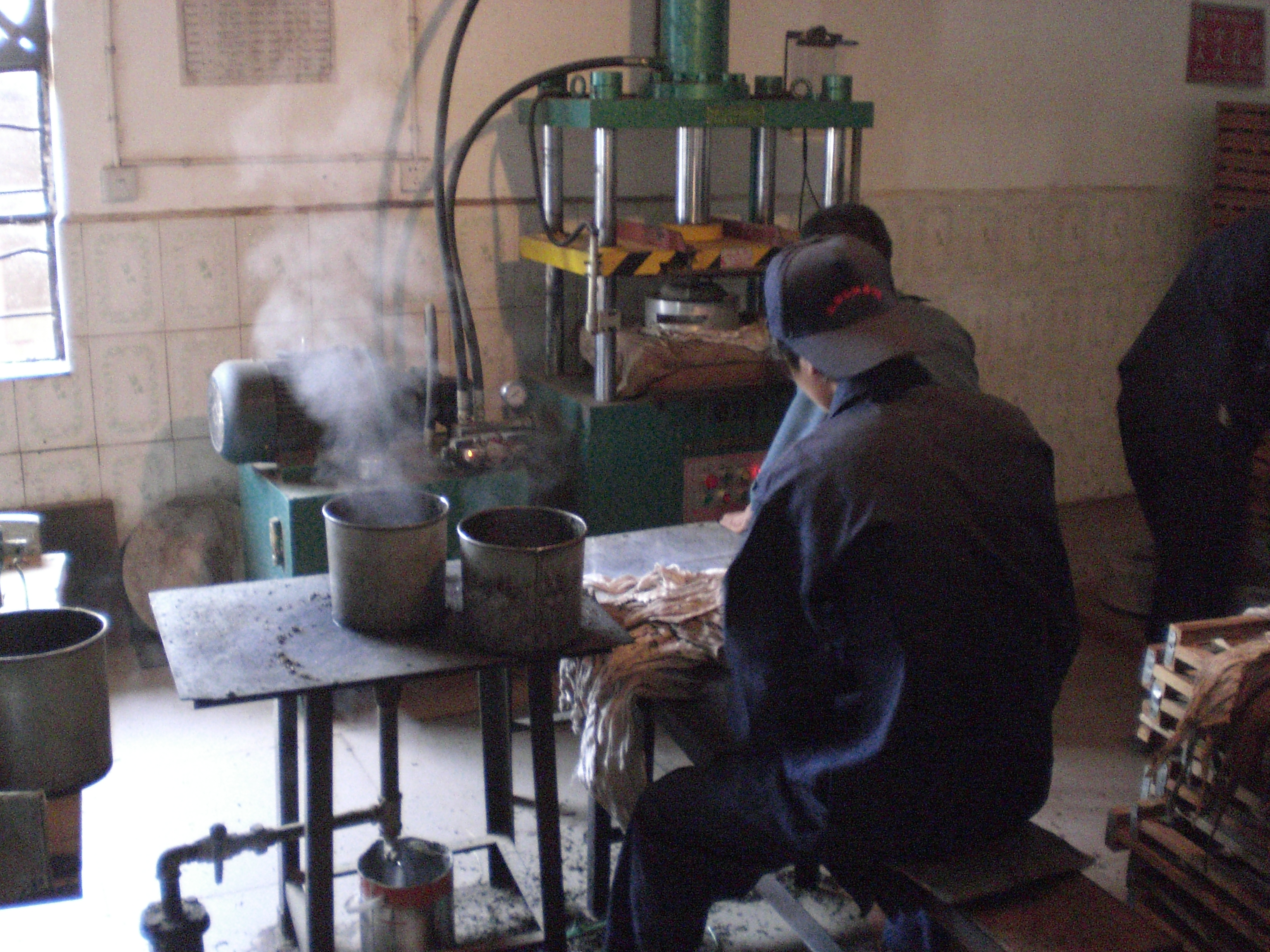
Atelier de fabrication du thé pu'er, Yunnan
1. étuvage : les feuilles dans le pot métallique (percé de trous) sont traversées par un jet de vapeur
2. elles sont ensuite mises dans un sac en tissu qui sera placé sous la presse hydraulique pour être compressé dans une forme donnée

- Pressage —  Les feuilles sont ensuite enveloppées dans un sac de coton qui est déposé entre les deux plaques d'une presse chaude sous un flot de vapeur continu. Ce compactage permet de mouler les feuilles de thé sous la forme voulue : galette, nid, brique etc. Lorsque la galette a refroidi, on la retire du sac et on la laisse sécher sur une étagère dans une pièce bien ventilée ou on la met à sécher au soleil. Le thé peut alors être commercialisé sous cette forme crue (生饼, shēng bǐng) ou être stocké afin de le laisser vieillir et se bonifier avec le temps (老饼, lǎo bǐng). Jusque dans les années 1960, lorsque le thé compressé était transporté à dos de mules, de chevaux et d'hommes le long des sentiers caravaniers escarpés s'étendant du Yunnan au Tibet (sur le chama gudao), il était exposé durant les six mois du voyage, aux multiples intempéries et aux fortes fluctuations de températures liées aux zones arides et aux passes enneigées et subissaient en conséquence une « cuisson » et un « mûrissement » naturels (熟, shú).
- Vieillissement, fermentation lente — le stockage permet une fermentation lente des feuilles qui au fil du temps se bonifient, perdent leur astringence et évoluent vers un bouquet post-fermentaire harmonieux. Le vieillissement s'opère sous l'effet de champignons comme Aspergillus niger qui prolifèrent dans une atmosphère tiède, humide et ventilée. Les vieux pu'er en galette lǎo bǐng obtenus par cette méthode sont rares et chers. Certains amateurs de thé font vieillir leur thé pu'er vert dans des jarres de terre ou enveloppées dans du bambou, dans leurs caves ou dans des cavités dans le sol.

### Le thé pu'er noir (ou cuit)
Les deux premières étapes à la ferme, sont les mêmes. La différence principale à l'atelier, consiste à déclencher une fermentation en tas humide (wodui 渥堆) avant la compression en galettes. L'ensemble du processus de fabrication a été mis au point par la manufacture de thé de Kunming, la capitale de la province du Yunnan, au début des années 1970. Actuellement, suivant Lv, Zhang et Liang (2013), les opérations se décomposent en :
- cueillette ;
- flétrissage — Les feuilles sont étalées sur des nattes de bambou pendant environ huit heures, afin de commencer à sécher ;
- Torréfaction légère — Les feuilles sont ensuite légèrement torréfiées dans un four à tambour, juste le temps d'inactiver une partie des polyphénoloxydases (PPO) endogènes. Les fours opèrent à des températures plus basses que les fours de torréfaction servant à la fabrication du thé vert. Ce traitement en douceur préserve l'activité d'une partie des enzymes ;
- Roulage — Le roulage s'effectue sur une machine qui malaxe par un mouvement de rotation une boule de feuilles. Cette opération vise à briser en douceur les cellules végétales sans déchirer la feuille. Cette opération est plus courte que pour la fabrication du thé vert ;
- Séchage au soleil — Les feuilles roulées sont exposées au soleil pendant 3 à 5 heures sous une température de plus 30 °C. Le taux d'humidité descend alors à environ 8 %, les mauvaises odeurs s'évaporent ;
- Fermentation rapide (chinois : 渥堆 ; pinyin : wò duī ; litt. « en tas humide ») — les feuilles sont étalées en une couche d'une soixantaine de centimètres, généralement à même le sol, dans une pièce à température et humidité constante. Après avoir été aspergées d'eau et recouvertes d'une bâche, les feuilles commencent à fermenter. La température peut monter jusqu'à 60 °C à l'intérieur du tas. Le tas de feuilles est brassé tous les deux jours pour éviter un emballement des températures. On évite une fermentation trop poussée qui diminuerait trop le taux de polyphénols et donc l'activité antioxydante du thé. Des micro-organismes prolifèrent, des moisissures apparaissent et dégradent les feuilles. La durée de cette étape est de 45 jours à trois mois, suivant le degré de fermentation souhaité. La couleur des feuilles varient au terme du processus du brun au noir. Pour bien maîtriser cette fermentation et l'accélérer, des ferments comportant les micro-organismes dominants sont apportés de l'extérieur ;
- Séchage — après la fermentation, les feuilles sont étalées au râteau en couches minces et laissées à sécher une quinzaine de jours ;
- Criblage — une fois séchées, les feuilles sont passées à la cribleuse et triées suivant différents grades ;
- Pressage — la majorité des feuilles sera compressée en galettes, briques ou nids, suivant la même technique que pour le thé vert décrite précédemment. Ces thés compressés peuvent être consommés immédiatement ou mis à vieillir pour développer leur saveur sucrée.

Une partie des feuilles triées sont aussi vendues en vrac.
Le processus accéléré de fermentation doit être bien conduit car des moisissures nocives peuvent apparaître. « Quoique le thé stocké en milieu humide fait par cette méthode ait un temps de fermentation plus court, il peut héberger des micro-organismes indésirables soit nocifs à la santé soit capables d'entraver la croissance des micro-organismes bénéfiques pour développer les arômes du thé » (Chen et al. 2010).
Pour Delmas et coll. « Ce processus de fabrication du Pu Er noir, qui visait à l'origine à reproduire « en accéléré » le vieillissement des galettes de thé vert, donne finalement des thés aux caractéristiques organoleptiques assez différentes des Pu Er vieillis naturellement : les arômes humides, évoquant le sous-bois, la cave, y sont plus présents, et les notes animales plus prononcées. »

## Classifications
Ce thé peut être classé suivant la région d'origine ou la méthode de production.

### Régions
Actuellement le thé pu-erh est un produit national bénéficiant d'une indication géographique protégée. L'aire de production est limitée à certaines régions du Yunnan, Kunming, la ville-district de Chuxiong, ville de Yuxi, les préfectures de Honghe, de Wenshan, la ville de Pu'er, le Xishuangbanna, Dali, Baoshan, Dehong, Lincang, comprenant onze villes, sous la juridiction de 75 districts,.
Jadis, la plupart des districts du Yunnan en produisaient, mais les plus connus étaient les six montagnes du thé dans le Xishuangbanna. Au cours du temps, ces montagnes et leurs noms ont souvent changé. Dans les enregistrements faits sous la dynastie Qing, les six montagnes se trouvent au nord-est du Mékong et sont nommées chacune selon un objet laissé là par Zhuge Liang :
- Gedeng (革登山) : étrier de cuir (马蹬, pinyin : mǎdèng)
- Mansa (慢撤山) : sac à semis (撒袋, pinyin : sǎdài)
- Mangzhi (莽枝山) : chaudron de cuivre (铜鉧, pinyin : tóngmǔ)
- Manzhuan (蠻磚山) : brique de fer (铁砖, pinyin: tiězhuān)
- Yibang(倚邦山) : clap en bois (木梆, pinyin : mùbāng)
- Yōulè (攸樂山) : gong de cuivre (铜锣, pinyin : tóngluó)

La production de ces six montagnes a chuté à la fin de la dynastie Qing, pour de multiples raisons comme les feux de forêts, les taxes impériales trop élevées ou la déforestation massive. Les thés produits dans les montagnes situées au sud-ouest du Mékong commencèrent à être reconnus au XXe siècle. En 1962, le gouvernement Chinois décide de renommer six nouvelles montagnes parmi les plus productrices, dont seule Yōulè fait partie des six originelles.
Les pays limitrophes de la région du Yunnan (Laos, Vietnam, Birmanie) ont également une petite production, mais majoritairement pour une consommation locale.
Les très nombreuses études pharmacologiques du pu-erh menées en Asie ces dernières décennies ont convaincu de nombreux consommateurs de thé des effets bénéfiques pour la santé de sa consommation. Il en est résulté un accroissement important de la demande, suivi par une expansion rapide de la production. Un pic de production a été atteint en 2007 avec environ 99 000 tonnes, soit une production neuf fois supérieure à celle de 2001.

### Méthodes de production
Culture
Les théiers sauvages sont considérés être les meilleurs pour fournir un bon pu-erh. En pratique, on peut distinguer trois méthodes de culture :
- les plantations (guànmù, 灌木), à basse altitude et sur terrain relativement plat. Les thés souffrent de l'utilisation de pesticides et fertilisants ;
- les plantations revenues à l'état sauvage, souvent par manque de soin. Ceux-ci donnent de bons thés, notamment grâce à la présence de métabolite secondaire dans l'arbre. Ces arbres sont parfois entretenus, par un élagage régulier par exemple ;
- les théiers sauvages (古树, gŭshù, « vieil arbre ») produisent les thés les plus recherchés pour leurs saveurs plus profondes et complexes. On leur attribue un goût de camphre lié aux camphriers qui poussent dans les mêmes zones. Les jeunes pu-erhs de ces arbres n'ont pas l'amertume et l'astringence que l'on retrouve dans d'autres jeunes pu-erhs.

Les appellations chinoises mettent souvent les consommateurs en erreur, en confondant les deux dernières méthodes. Si les fabricants sont généralement honnêtes, certains vendeurs peu scrupuleux jouent avec ces différences. Il est donc difficile d'être sûr de trouver un thé sauvage avant de l'avoir goûté.
Cueillette
La saison de récolte joue un grand rôle dans le goût du pu-erh. Les thés récoltés au printemps sont les plus prisés, suivis par ceux de l'automne, puis par l'été.
Une des raisons pour laquelle le thé récolté au printemps est plus prisé c'est qu'il détient une concentration élevée de micro-organismes et de principes actifs. En effet le réchauffement des sols provoquent la montée de la sève au cœur des théiers et grâce à la faible humidité, les micro-organismes se concentrent et utilisent cette montée de sève pour donner aux jeunes pousses toutes leurs richesses.
Grade
On peut distinguer plus de dix grades de pu-erh selon la taille des feuilles et leur qualité. Un grade élevé représente des feuilles plus grandes, vieilles, moins tendres, voire cassées. Ces critères varient d'un fabricant à l'autre, et des feuilles de premier grade ne font pas une brique de premier grade. Le produit final est souvent un mélange de feuilles de différents grades, qui apportent différents goûts.
Forme finale
Quand il est compressé, le pu-erh peut avoir de nombreuses formes.
| Image | Nom courant         | Caractère Chinois | Caractère Chinois | Pinyin   | Description |
| Image | Nom courant         | S                 | T                 | Pinyin   | Description |
| ----- | ------------------- | ----------------- | ----------------- | -------- | --- |
|       | galette             | 饼茶              | 餅茶              | Bĭngchá  | Disque rond, allant de 100 g à 5 kg en poids, le plus communément d'un poids de 357 g, 400 g, ou 500 g. Selon la méthode de pressage, le côté du disque est arrondi ou droit. Connu aussi sous le nom de Qīzí bǐngchá (七子餅茶, litt. « Gâteau de thé de Sept unités »), dû au fait que les bings se vendent ou se transportent par lots de sept. |
|       | tuocha, nid ou bol  | 沱茶              | 沱茶              | Túochá   | Thé à forme convexe, dont le poids varie entre 3 g et 3 kg mais le plus souvent de 100 g, 250 g ou 500 g. Le nom vient peut-être de la route du Tuojiang. Les tuochas avaient jadis peut-être un trou pour les lier ensemble au moyen d'une corde.                                                                                                 |
|       | brique              | 砖茶              | 磚茶              | Zhuānchá | Bloc épais de 100 g, 250 g, 500 g ou 1 000 g. Forme traditionnelle le long de la route du thé par caravanes de chevaux. |
|       | carré               | 方茶              | 方茶              | Fāngchá  | Carré plat de thé, de 100 g ou 200 g. Des empreintes de sinogrammes en relief sont souvent obtenus par pression sur le dessus. |
|       | champignon          | 紧茶              | 緊茶              | Jĭnchá   | Littéralement thé étroit, de poids de 250 g ou 300 g. Ces thés sont généralement produits pour l'export vers le Tibet. |
|       | melon ou melon doré | 金瓜              | 金瓜              | Jīnguā   | De la forme du túochá, mais plus gros et décoré de bandes. Cette forme fut créée expressément pour les empereurs de la dynastie Qing. De plus gros spécimens sont parfois appelés tête humaine (人头茶 / 人頭茶, réntóu chá) pour leur taille, mais aussi parce qu'ils étaient présentés de la même façon que les têtes coupées.                   |

### Les numéros de recette

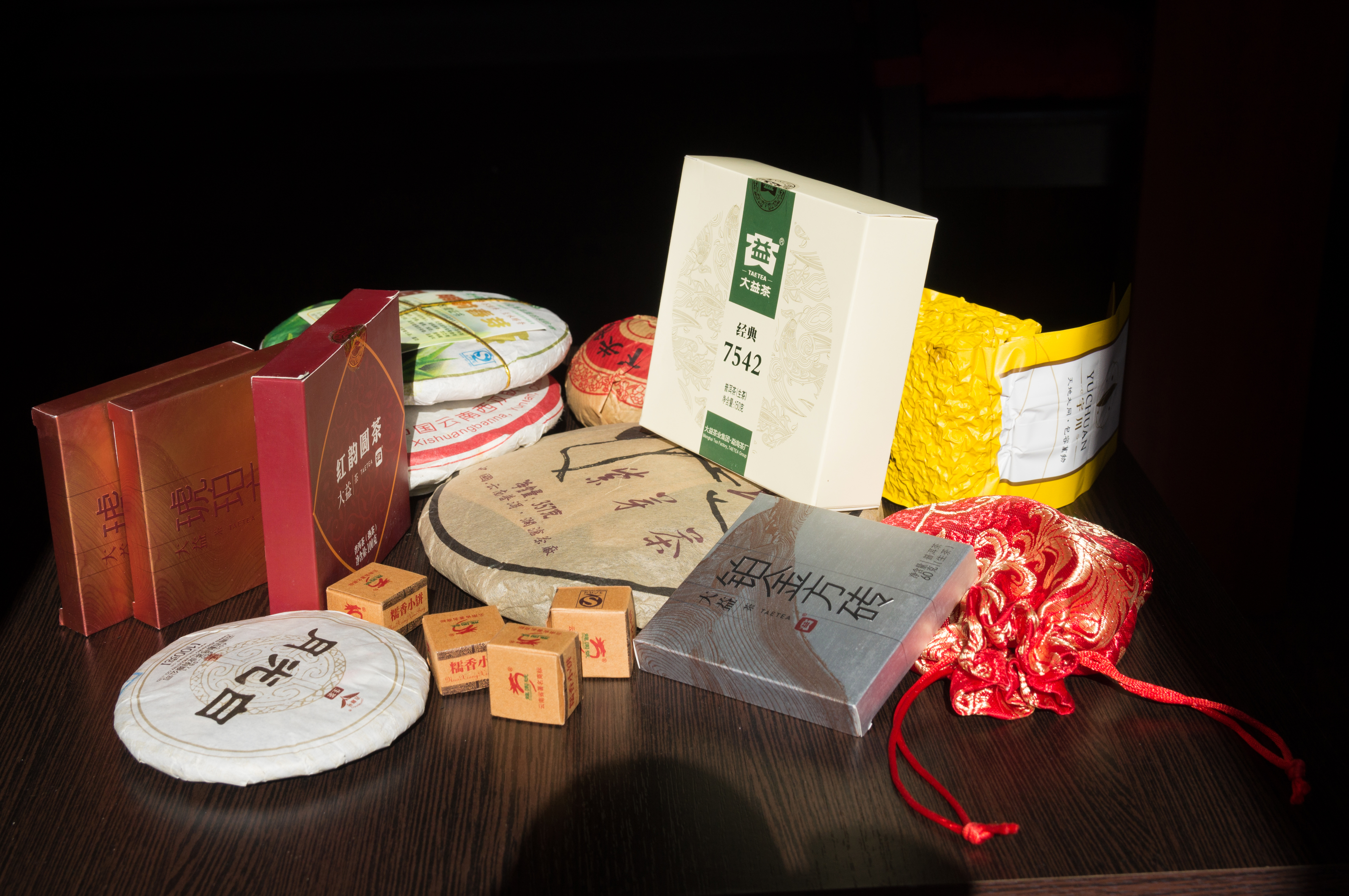
Pu-erh, Menghai (Dayi), Xiaguan, Yunnan

Les fabriques de thé, et en particulier celles qui étaient autrefois détenues par l'État utilisent des « recettes » pour certains mélanges de thé dont certaines sont devenues des classiques. Ces recettes sont désignées par un nombre à quatre chiffres. Les deux premiers indiquent l'année où ce mélange a été inventé (et non l'année de production de la galette), le troisième indique le type de feuille utilisé, et le dernier renseigne sur la fabrique ayant mis au point ce mélange.
Chiffres correspondants aux fabriques :
1. Long Sheng
2. LongRun Tea Group / Menghai (Dayi)
3. Xiaguan
4. Lan Cang ou Feng Qing
5. Pu'er Tea Group
6. Six Great Tea Mountain Factory
7. Inconnu
8. Haiwan

Bien entendu, certains thés ne possèdent pas de recette officielle, de même que certains fabricants n'ont pas de numéro pour désigner leur produit. En outre, le goût du thé utilisé pour produire ces recettes changeant chaque année, les recettes elles-mêmes ont un goût différent d'année en année, un 7542 (un thé « inventé » en 75 par Menghai) de 2011 n'aura forcément le même goût que celui de 2012.

## Vieillissement et stockage
Plusieurs propriétés affectent la vitesse de vieillissement du thé :
- la qualité des feuilles ;
- la compression : plus un thé est compressé et plus il vieillit lentement ;
- la surface : une plus grande surface de contact avec l'air favorise le processus. Un bĭngchá vieillira donc plus vite, proportionnellement, qu'un jīnguā.

La façon de stocker le thé joue également selon les critères suivants :
- la circulation d'air ;
- les odeurs : le thé a tendance à saisir les effluves environnants. On peut aérer les thés qui ont subi la proximité d'une odeur forte ;
- l'humidité accélère la vitesse du vieillissement ;
- l'ensoleillement peut sécher prématurément le thé, qui devient amer ;
- la température : un thé trop exposé au chaud va développer un mauvais goût, tandis que le froid stoppe le vieillissement.

Lorsqu'il est conservé en tong, le vieillissement du thé dépend de la nature de l'emballage, que ce soit du brou de bambou, des feuilles de bambou, ou du papier épais.

## Préparation

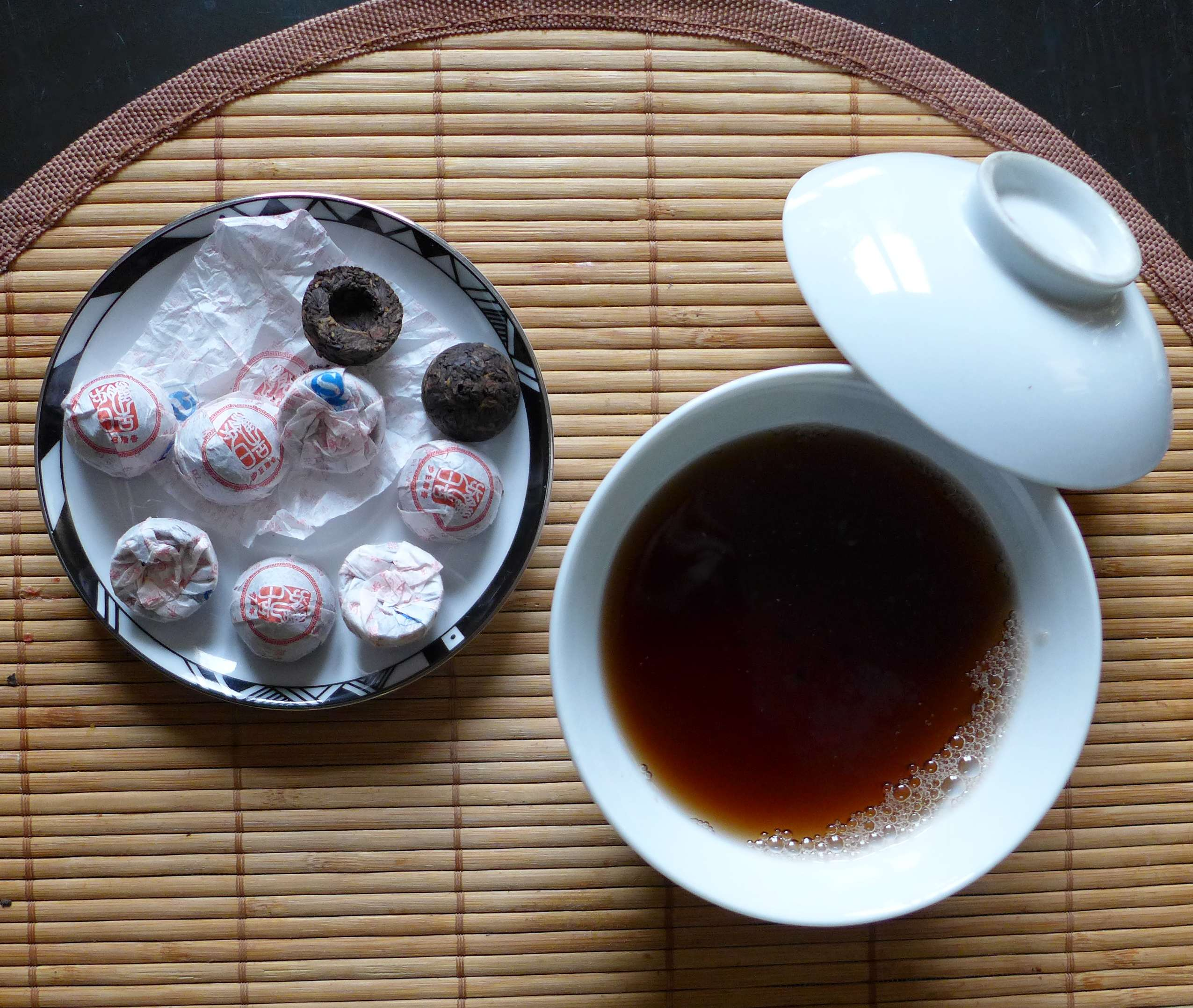
Petit nid de et liqueur infusée

La préparation d'une infusion de pu-erh commence par un découpage d'une partie du thé compressé. Ceci se fait à l'aide d'un couteau à pu-erh, analogue à un couteau à huître ou un ouvre-lettre, qui permet d'en prélever la bonne quantité sans casser les feuilles. Sur de petits thés, comme le tuocha, on pourra soumettre le thé à un bain de vapeur pour le ramollir. Étant donné que le goût n'est pas le même partout, on cherche à obtenir une coupe large.
Le pu-erh est généralement servi selon la méthode du gong fu cha, dans un service en argile de Yixing, ou bien dans un gaiwan. La température optimale est très chaude autour de 95 °C, descendant jusqu'à 85-89 °C pour de meilleurs vieux pu-erhs. La première infusion est de quelques secondes, puis la durée s'allonge jusqu'à quelques minutes pour les infusions suivantes. Les meilleurs pu-erhs donnent le plus d'infusions, différentes saveurs apparaissant au fur et à mesure.
La culture cantonaise autorise l'ajout de chrysanthème dans le pu-erh pour un peu de fraîcheur. Ce mariage s'appelle guk pou ou guk bou (菊普, jú pǔ).

## Qualités d'un pu-ehr
Certains indicateurs permettent de juger de la qualité d'un pu-ehr :
- Aspect général : il ne doit pas y avoir de brindille, de matières étrangères ou de points noirs ou blancs sur la surface du thé compressé. Les feuilles doivent être entières, distinctes, fragiles mais non poudreuses. Le thé doit avoir une certaine odeur, même sec. Après infusion, on doit pouvoir retrouver les feuilles entières non décomposées.
- Liqueur : l'infusion ne doit pas être nuageuse ou opaque, mais avoir une belle robe rougeâtre sombre.
- Goût :
  - les différentes saveurs ne doivent pas disparaître d'une infusion à l'autre, c'est peut-être la marque d'un ajout d'arôme.
  - les jeunes pu-erhs ont un goût de camphre, de fruit sec comme des prunes, et quelques notes vertes de sencha. Il peut être légèrement amer et astringent, mais réserve un arrière-goût plaisant, appelé gān (甘) et húigān (回甘).
  - les vieux pu-ehrs ne doivent pas sentir la terre, le moût, ou le champignon. Les saveurs sont très variables. La texture doit avoir des gān et húigān distincts sur la langue et la joue, qui font saliver et laissent une sensation au fond de la gorge.

## Composition
Les jeunes feuilles de théiers fraiches contiennent environ 30 % de polyphénols, des protéines (15-20 %), des acides aminés, des glucides etc. Les composés phénoliques sont constitués à 90 % par des flavan-3-ols (catéchine et ses dérivés estérifiés) ainsi que des flavonols (aglycones et glycosides), flavan-3,4-diols et des acides phénoliques.
Durant la phase d'oxydation enzymatique, des enzymes, nommées polyphénolases, catalysent la transformation des composés phénoliques en orthoquinones. Celles-ci formées par oxydation des flavan-3-ols se condensent ensuite en théaflavines et en théarubigines. Les théaflavines donnent une couleur jaune orangé au thé et contribuent à son astringence.
Durant la phase de fermentation en milieu humide, avec des champignons filamenteux de type moisissure (Aspergillus niger principalement), la température monte rapidement à 50 °C et se maintient à ce niveau pendant 35 jours avant de décroître jusqu'à la température ambiante (Abe et al 2008). La teneur en polyphénol décroît constamment à partir du 10e jour jusqu'au 50e et pendant la même période la population de champignons croît régulièrement. L'analyse par PCR a montré qu'à côté du bien connu Aspergillus niger, un autre champignon, nommé Blastobotrys adeninivorans, jouait un rôle important. Les Aspergillus sécrètent des enzymes qui, en dégradant les protéines et les lipides, sont responsables du développement d'arômes uniques. On retrouve des Aspergillus dans le processus de fermentation de la sauce de soja et de miso (Aspergillus oryzae, A. sojae).
Hou et al (2009) ont montré qu'une fermentation accélérée (en 50 jours), produite en humidifiant les feuilles et en les inoculant d'Aspergillus niger provoquait une réduction des polyphénols de 30 % à 12 % (de matières sèches) et une augmentation des polysaccharides.
| Constituants majeurs du thé pu'er non fermenté et fermenté en % ou en mg/g de MS, d'après Hou et al. 2008 |                     |                         |                |         |             |      |       |
| Pu'er | Polyphénols % de MS | Polysaccharides % de MS | Acide gallique | Caféine | Théogalline | EGCG | ECG   |
| non fermenté                                                                                              | 29,97               | 0,35                    | -              | 3,03    | 3,26        | 7,59 | 10,00 |
| fermenté                                                                                                  | 12,38               | 2,40                    | 0,63           | 2,58    | -           | -    | -     |

Les catéchines principales sont l'(-)-épigallocatéchine gallate EGCG et l'épicatéchine gallate ECG.
Les moisissures Aspergillus sont connues pour produire des molécules utilisées dans les médicaments contre l'hypercholestérolémie, nommées statines. En 2006, des chercheurs de Taiwan, ont pu effectivement mettre en évidence la présence de lovastatine dans le thé pu'er avec une teneur de 139,26 ng/g MS (par extraction à l'acétate d'éthyle).
Comme de nombreuses souches de champignons, levures et bacilles ont été trouvées dans des pu'er vieux de 15 et 25 ans, Jeng et collaborateurs (2007) ont cherché les souches donnant les thés aux composés actifs les plus intéressants. Ils ont montré que les feuilles de thé inoculées uniquement avec la bactérie Streptomyces bacillaris produisaient un thé avec la plus grande teneur en polyphénols (3,3 mg/100 g) et la plus grande activité antiradicalaire avec DPPH. Une inoculation avec S. cinereus donnait aussi une bonne teneur en polyphénols mais aussi la plus forte teneur en statines (1012 ng/G) après 42 jours de fermentation. Et fait remarquable, la teneur en statine au bout 180 jours de fermentation était 4 à 8 fois supérieure à celle d'un pu'er de 25 ans d'âge. Ces deux souches donnaient aussi un accroissement de 5-6 fois de la teneur en GABA des feuilles fraiches.

## Activité anti-oxydante
Comme toutes les plantes riches en polyphénols, le thé a été très étudié sous l'angle de son activité anti-oxydante.
La mesure de l'activité anti-oxydante des thés verts pu'er (sheng cha, raw pu-erh tea) et des thés noirs pu'er (shou cha, ripened pu-erh tea) par trois méthodes différentes (TEAC, DPPH et FARP) indique une bien plus grande activité des premiers. Ceci se comprend puisque les thés verts pu'er sont plus riches en composés phénoliques et en flavonoïdes que les thés noirs pu'er (respectivement 1,65 fois et 2 fois plus riches en acide gallique équiv/g).
Des corrélations significatives ont été trouvées entre la composition et le nombre d'années de post-fermentation des thés noirs pu'er : les catéchines (EGCG, EGC, ECG), la strictinine (un ellagitanin) et l'acide quinique décroissent alors que l'acide gallique croît en fonction du nombre d'années. Il a été montré que l'activité anti-oxydante décroissait au fur et à mesure de la diminution des composés phénoliques du thé.

### Diminution des facteurs de risque de l'athérosclérose, effets hypocholestérolémiants
Hou et al (2009) ont examiné les effets bénéfiques du thé pu'er sur la prise de poids et le cholestérol plasmatique de rats hyperlipidémiques (nourris avec un régime enrichi en lipides, en jaunes d'œufs et cholestérol). Dans le groupe des rats recevant un régime hyperlipidémique, ceux qui en plus recevaient une dose importante (3 g/kg) d'extrait aqueux de pu'er, ont manifesté un gain de poids très réduit. Chez ces mêmes rats, le contrôle du cholestérol total plasmatique et des triglycérides a permis de montrer que le thé pu'er non fermenté aboutissait à une réduction d'un tiers du cholestérol plasmatique et de 42 % des triglycérides après un traitement de 1,5 g/kg. De même le niveau de LDL-C (le mauvais cholestérol) était diminué de manière très significative.
De nombreuses études sont actuellement menées pour élucider les mécanismes d'action des effets hypolipidémiants, hypocholestérolémiants et anti-obésité du thé.

#### Inhibition de la biosynthèse du cholestérol par le foie
En dehors de l'apport du cholestérol par l'alimentation, celui-ci est produit par une synthèse endogène dans le foie.
Lu et Hwang (2008) ont étudié in vitro comment des extraits de thé pu'er pouvaient inhiber la biosynthèse du cholestérol sur une culture de cellules hépatiques. Ils ont montré que l'aptitude à inhiber la synthèse du cholestérol est le fait des polyphénols dans l'ordre suivant :
gallocatéchine gallate (GCG) > épigallocatéchine gallate (EGCG) > épicatéchine gallate (ECG) >acide gallique> épigallocatéchine (ECG)> myricétine>quercétine.
La découverte de statine dans le thé pu'er post-fermenté permettrait aussi de comprendre cet effet. Les statines sont des inhibiteurs de la HMG-CoA réductase, une enzyme régulatrice de la synthèse du cholestérol (son inhibition réduit la synthèse du cholestérol).

#### Inhibition des lipases pancréatiques (diminution de l'absorption intestinale des graisses)
Pour pouvoir être absorbées, les graisses des aliments doivent d'abord être dégradées par des lipases dans l'intestin. Un médicament très employé contre l'obésité, le Xenical, agit en inhibant partiellement l'action des lipases gastro-intestinales. Il a été montré in vitro que le thé blanc et le thé vert avaient un effet inhibiteur important sur l'activité des lipases pancréatiques mais que le thé noir ne manifestait pas cet effet.
Il a d'abord été supposé que l'EGCG, beaucoup plus abondant dans le thé vert que dans le thé noir pourrait expliquer cet effet inhibiteur. Gondoin et al (2010) ont cherché quel composant plus abondant dans le thé blanc pouvait expliquer sa plus grande activité inhibitrice. L'analyse par chromatographie a montré que la fraction contenant le plus de strictinine était la plus inhibitrice. Pour Gondoin et al, la strictinine, un ellagitanin, pourrait être le composé crucial permettant d'expliquer l'effet inhibiteur sur les lipases. Rappelons que la strictinine est la plus abondante dans le thé vert pu'er et qu'elle décroît avec le nombre d'années de post-fermentation.

#### Augmentation de l'activité de la lipase hormonosensible des tissus adipeux (diminution des graisses viscérales)
La lipase hormonosensible des dépôts adipeux catalyse la dégradation des triglycérides qui s'y trouvent. 
Cao et al (2010) ont reproduit l'expérience décrite plus haut, de rats recevant un régime hyperlipidémique, divisés en groupe de contrôle et groupes recevant diverses doses d'extrait de pu'er. Comme de nombreux laboratoires l'ont vérifié, les groupes recevant du thé pu'er ont un poids inférieur, et des concentrations diminuées de cholestérol total, de triglycérides plasmatiques et de LDL-C. De plus le thé pu'er accroît l'activité de la lipoprotéine lipase (qui hydrolyse les triglycérides de VLDL), de la lipase hépatique (qui hydrolyse les glycérides des IDL et HDL), la lipase hormono-sensible. Le thé pu'er augmente de manière significative le niveau de ARNm de la lipase hormono-sensible chez les rats hyperlipidémiques. 
Ces résultats suggèrent que le thé pu'er atténue l'accumulation des graisses viscérales.
Toutefois les essais cliniques portant sur les effets du pu'er sur l'homme font défaut. Il faut dire que la composition des thés pu'er varie énormément entre le thé vert pu'er, sheng cha et le thé noir pu'er, shou cha, il varie aussi en fonction du temps de vieillissement, à quoi s'ajoute l'absence de cahier des charges strict pour les producteurs de thé chinois.

#### Augmentation des dépenses énergétiques via l'inhibition de la COMT (catéchol O-méthyl transférase)
Ces dernières années, un mécanisme d'augmentation des dépenses énergétiques a été mis en évidence qui ne serait pas lié au thé pu'er en particulier mais au catéchines présentes en quantités notables dans tous les thés verts. Dulloo et al. (1999) ont montré que la consommation de thé vert stimulait une augmentation de la dépense d'énergie, en raison de la thermogenèse induite par le système nerveux sympathique. Les catéchines et la caféine du thé inhibent deux enzymes (la COMT et la phosphodiestérase respectivement) qui interfèrent avec la thermogenèse activée par la norépinéphrine (ou noradrénaline). Ce neuromédiateur étant dégradé par l'enzyme nommée COMT, il s'ensuit que les catéchines vont provoquer une augmentation de concentration de norépinéphrine et par conséquent une plus grande activité du système nerveux sympathique. Or, ce système nerveux régule le métabolisme de base, l'homéostasie énergétique, la lipolyse. Les dépôts graisseux de l'abdomen semblent mieux répondre à la lipolyse induite par la norépinéphrine que les autres dépôts.
Lorsqu'ils sont associés, thé vert et caféine semblent se renforcer. Une méta-analyse de Hursel et al. sur les effets du mélange thé vert + caféine montre que la perte de poids (1,3 kg en moyenne) et la prévention d'une reprise de poids peuvent être attribuées à la consommation de ce mélange.
Pour avoir un sens, les études d'intervention sur la consommation de thé doivent indiquer la quantité de catéchines (ou d'autres composants) apportées en plus par la boisson testée. Nagao et al (2007) ont cherché l'effet de la consommation d'extrait de thé vert contenant environ 600 mg/jour de catéchines sur la graisse viscérale de 240 sujets obèses. Après 12 semaines, les membres du groupe prenant ces fortes doses de catéchines ont perdu du poids (-1,7 kg), ont vu diminuer leur indice de masse corporelle, leur tour de taille (-2,7 cm pour les femmes et -2,3 cm pour les hommes), leur masse grasse (-2,1 kg pour les femmes et -2,5 kg pour les hommes). Ces personnes ont vu aussi l'amélioration des facteurs de risque des maladies cardiovasculaires : diminution du LDL-C (mauvais cholestérol) et diminution de la tension sanguine systolique (de -10,4 pour les femmes ayant au début 139,0 mmHg et de -8 pour les hommes ayant initialement 140,4 mmHg). Ces résultats suggèrent que « la consommation de ces extraits de thé vert riches en catéchines contribuent à réduire les risques liés à l'obésité et à la maladie cardiovasculaire ».

## Usages traditionnels
Le pu-erh est considéré en Chine comme une boisson médicinale. Dans la région de Canton, on le sert fréquemment lors d'un dim sum car il est réputé faciliter la digestion. Il est vendu en Europe dans les commerces d'« alimentation naturelle » sous le nom de thé du Yunnan ou de Tuo Cha ; l'argumentaire affirme que ce thé sombre contribue à réduire le niveau de cholestérol et d'acides gras saturés et pourrait aider à la perte de poids.
Le pu-erh est traditionnellement recommandé pour aider la digestion, réduire le cholestérol et le niveau de lipides. En médecine chinoise, il est également supposé revigorer la rate, empêcher l'humidité; dans l'estomac il réduit la chaleur et descend le qi.
Le pu-erh (en Occident, particulièrement le túochá) est utilisé pour perdre du poids, même si les données empiriques soutiennent plutôt l'efficacité des catéchines et de la caféine présentes seulement en quantités notables dans le pu'er vert.
Certains pu-erh contiennent de grandes quantités de fluor. Ceci est lié à l'utilisation de vieilles feuilles de moindre qualité, qui accumulent le fluor. Une trop grande consommation a mené à des cas de fluorose dentaire dans les régions consommatrices de thé en brique, comme le Tibet.